# Svenja Huth
Svenja Huth (Alzenau, 25 januari 1991) is een Duits voetbalspeelster. Zij speelt sinds december 2007 in de Duitse Frauen Bundesliga. Zij verruilde 1. FFC Turbine Potsdam medio 2019 voor VfL Wolfsburg. Huth debuteerde in 2011 in het Duits voetbalelftal, waarmee zij het EK 2013 en de OS 2016 won.

## Clubcarrière

### FFC Frankfurt
Op zevenjarige leeftijd begon Huth te voetballen bij TSG Kälberau. Via FC Bayern Alzenau kwam zij op veertienjarige leeftijd in de jeugdopleiding van 1. FFC Frankfurt terecht. Voor deze club debuteerde zij op 16 september 2007 met een doelpunt tegen Turbine Potsdam in de Bundesliga Cup. Op 24 februari 2008 speelde zij ook haar eerste wedstrijd in de Bundesliga, als vervanger van Conny Pohlers tegen FCR Duisburg. Aan het eind van het seizoen kroonde de club zich voor een zevende keer tot landskampioen. Op 10 mei 2009 was Huth voor het eerst trefzeker. Die dag scoorde zij twee keer bij een 5–1 zege op TSV Crailsheim. In 2015 won zij met Frankfurt de Champions League. In de finale kwam zij als vervanger van Bianca Schmidt het veld in.

### Turbine Potsdam
Vanaf het seizoen 2015/16 ging Huth voor 1. FFC Turbine Potsdam spelen. Zij debuteerde voor Turbine Potsdam op 28 augustus 2015 in de competitiewedstrijd tegen Bayern München (3–1 nederlaag). Een week later scoorde zij voor het eerst voor haar nieuwe club, in de competitiewedstrijd tegen SC Freiburg (2–0 zege). Op 27 september 2015 scoorde Huth zesmaal in een 11–0 bekerzege op Holstein Kiel.

### VfL Wolfsburg
Medio 2019 transfereerde Huth naar VfL Wolfsburg. Daarvoor debuteerde zij op 18 augustus 2019 in het competitieduel tegen 1. FC Sand. Op 14 februari 2020 was zij voor het eerst trefzeker, bij een 5–2 competitiezege op TSG 1899 Hoffenheim. Gedurende het seizoen 2019/20 won VfL Wolfsburg zowel de competitie als de beker. Ook behaalde de club de finale van de Champions League, die met 1–3 verloren ging tegen Olympique Lyonnais. Huth speelde een uur mee in de finale. In de twee daaropvolgende seizoenen won VfL Wolfsburg wederom de beker. Huth startte de finale van 2022 als aanvoerder.

## Clubstatistieken
| Seizoen        | Club                   | Competitie     | Competitie | Competitie | Beker | Beker | Internationaal | Internationaal | Totaal | Totaal |
| Seizoen        | Club                   | Competitie     | Wed.       | Dlp.       | Wed.  | Dlp.  | Wed.           | Dlp.           | Wed.   | Dlp.   |
| -------------- | ---------------------- | -------------- | ---------- | ---------- | ----- | ----- | -------------- | -------------- | ------ | ------ |
| 2007/08        | 1. FFC Frankfurt       | Bundesliga     | 4          | 0          | 2     | 1     | 0              | 0              | 6      | 1      |
| 2008/09        | 1. FFC Frankfurt       | Bundesliga     | 15         | 2          | 0     | 0     | 0              | 0              | 15     | 2      |
| 2009/10        | 1. FFC Frankfurt       | Bundesliga     | 20         | 2          | 3     | 0     | 0              | 0              | 23     | 2      |
| 2010/11        | 1. FFC Frankfurt       | Bundesliga     | 20         | 2          | 8     | 5     | 0              | 0              | 28     | 7      |
| 2011/12        | 1. FFC Frankfurt       | Bundesliga     | 22         | 3          | 5     | 2     | 9              | 0              | 36     | 5      |
| 2012/13        | 1. FFC Frankfurt       | Bundesliga     | 21         | 3          | 0     | 0     | 0              | 0              | 21     | 3      |
| 2013/14        | 1. FFC Frankfurt       | Bundesliga     | 3          | 0          | 0     | 0     | 0              | 0              | 3      | 0      |
| 2014/15        | 1. FFC Frankfurt       | Bundesliga     | 17         | 1          | 2     | 0     | 8              | 0              | 27     | 1      |
| Clubtotaal     | Clubtotaal             | Clubtotaal     | 122        | 13         | 20    | 8     | 17             | 0              | 159    | 21     |
| 2015/16        | 1. FFC Turbine Potsdam | Bundesliga     | 22         | 13         | 3     | 7     | —              | —              | 25     | 20     |
| 2016/17        | 1. FFC Turbine Potsdam | Bundesliga     | 20         | 7          | 1     | 0     | —              | —              | 21     | 7      |
| 2017/18        | 1. FFC Turbine Potsdam | Bundesliga     | 22         | 8          | 4     | 1     | —              | —              | 26     | 9      |
| 2018/19        | 1. FFC Turbine Potsdam | Bundesliga     | 21         | 6          | 2     | 1     | —              | —              | 23     | 7      |
| Clubtotaal     | Clubtotaal             | Clubtotaal     | 85         | 34         | 10    | 9     | 0              | 0              | 95     | 43     |
| 2019/20        | VfL Wolfsburg          | Bundesliga     | 13         | 4          | 3     | 0     | 4              | 1              | 20     | 5      |
| 2020/21        | VfL Wolfsburg          | Bundesliga     | 21         | 4          | 5     | 1     | 6              | 0              | 32     | 5      |
| 2021/22        | VfL Wolfsburg          | Bundesliga     | 20         | 4          | 4     | 3     | 12             | 3              | 36     | 10     |
| Clubtotaal     | Clubtotaal             | Clubtotaal     | 54         | 12         | 12    | 4     | 22             | 4              | 88     | 20     |
| Carrièretotaal | Carrièretotaal         | Carrièretotaal | 261        | 59         | 42    | 21    | 39             | 4              | 342    | 84     |

Laatste update: juli 2022.

## Interlandcarrière

### Jeugd
In 2006 ging Huth jeugdinterlands voor Duitsland spelen. Zij debuteerde voor Duitsland onder 15 op 3 april 2006, als vervanger van Sabine Stoller bij een 1–0 nederlaag tegen Nederland. Op 14 augustus 2006 scoorde zij voor Duitsland onder 15 bij een 7–1 zege tegen Wales. Op 31 oktober 2006 debuteerde ze voor Duitsland onder 17. In dat team werd ze een vaste kracht. In mei 2008 nam zij deel aan het EK onder 17, die door Duitsland gewonnen werd door Denemarken en Frankrijk te verslaan. In november 2008 speelde zij op het WK onder 17 wedstrijden tegen Ghana, Canada en de Verenigde Staten. Duitsland eindigde dat toernooi als derde. Op 9 maart 2009 debuteerde Huth in de basiself van Duitsland onder 19. In juli 2009 nam zij met dit elftal deel aan het EK onder 19. Daarin werd Duitsland uitgeschakeld in de groepsfase, ondanks zeges tegen Frankrijk en Wit-Rusland. Huth speelde alle groepswedstrijden en maakte de 6–0 tegen Wit-Rusland.
Op 28 oktober 2009 debuteerde Huth voor Duitsland onder 20 in een oefenwedstrijd tegen Zweden onder 23. In dit duel opende zij al binnen een minuut de score. In juli 2010 speelde Huth met Duitsland onder 20 op het WK onder 20. In Duitslands openingsduel tegen Costa Rica opende zij al na een minuut de score. Zij startte in elke wedstrijd en maakte ook de openingstreffer in de halve finale tegen Zuid-Korea. Duitsland werd wereldkampioen onder 20 door de finale met 2–0 van Nigeria te winnen. Op 30 september 2010 en 24 mei 2012 speelde Huth twee oefenwedstrijden namens Duitsland onder 23.

### Duits voetbalelftal
Huth debuteerde op 26 oktober 2011 voor het Duits voetbalelftal in de oefenwedstrijd tegen Zweden als vervanger van Melanie Behringer. In maart 2013 speelde zij met het nationale elftal op de Algarve Cup. Duitsland behaalde de finale, maar verloor die van de Verenigde Staten. Huth behoorde tot de Duitse selectie die het EK 2013 won, maar kwam op dat toernooi niet in actie. In maart 2016 kwam Huth in actie op de SheBelieves Cup van 2016, waarop Duitsland als tweede eindigde. In augustus 2016 kwam Huth namens het olympisch elftal deel aan de Olympische Spelen in Brazilië. Zij kwam als invaller in actie in de kwartfinale tegen China, waarin zij een gele kaart kreeg, en in de finale tegen Zweden. Doordat die finale gewonnen werd, won Huth met het Duitse team een olympische gouden medaille.
Op 16 september 2016 startte Huth voor het eerst in de basiself van Zweden, in een EK-kwalificatiewedstrijd tegen Rusland. Op het eindtoernooi behaalde Duitsland de kwartfinales. Op 16 september 2017 maakte Huth haar eerste interlanddoelpunt, in de WK-kwalificatiewedstrijden tegen Slovenië. Martina Voss selecteerde Huth voor het WK 2019. Huth startte in elke wedstrijd, waaronder in de verloren kwartfinale tegen Zweden. Huth werd door Voss wederom geselecteerd voor het EK 2022.

## Palmares
FFC Frankfurt:
- UEFA Champions League: 2007/08, 2014/15
- Bundesliga: 2007/08
- DFB-Pokal: 2007/08, 2010/11, 2013/14

VfL Wolfsburg:
- Bundesliga: 2019/20, 2021/22
- DFB-Pokal: 2019/20, 2020/21, 2021/22

Interlands:
- Olympische Zomerspelen:  2016
- Europees kampioenschap: 2013
- Algarve Cup: 2012
- Wereldkampioenschap onder 20: 2010
- Europees kampioenschap onder 17: 2008

Individueel:
- Fritz Walter Medaille: 2010
- Silbernes Lorbeerblatt: 2016

- Gemeinsame Normdatei: 1012609936
- International Standard Name Identifier: 0000 0001 2051 6854
- Virtual International Authority File: 171459694
- WorldCat: E39PBJfMg9GWjv8DYCYFcWVKVC